# Paraíso, canto primero

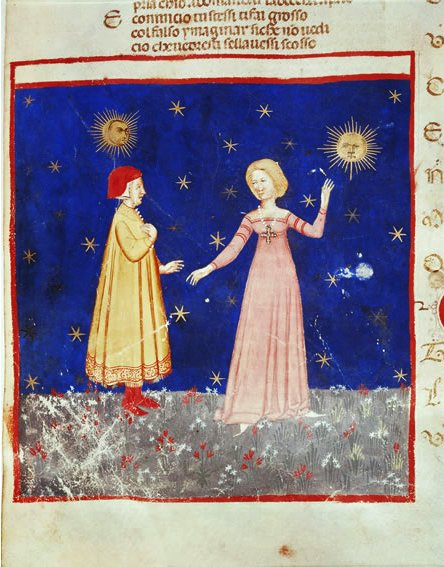
Encuentro de Dante y Beatriz, representación del.

El primer canto del Paraíso de La Divina Comedia del poeta florentino Dante Alighieri constituye la introducción de la última cántica de la obra.

## Temas y contenidos
- Prótasis e invocación - vv. 1 al 36.
- Ascenso al cielo - vv. 37 al 81.
- Primera duda de Dante aclarada por Beatriz - vv. 82 al 93.
- Segunda duda. Beatriz se refiere a un orden universal - vv. 94 al 142.

## Síntesis
Siguiendo el canon clásico, la cántica comienza con un proemio compuesto por dos partes: la prótasis y la invocación. La primera introduce el tema que Dante desarrollará en el resto del poema: el Paraíso, donde resplandece con más fuerza "la gloria de Aquel que todo mueve" (verso 1). En este contexto se plantea la cuestión de lo inefable, es decir la imposibilidad para el autor de contar lo que ve y siente en ese lugar. Esa situación se debe a que no se trata de eventos fácilmente recordables, pero sobre todo debido a las limitaciones de la poesía y del lenguaje en general a la hora de abordar un tema tan elevado.

Apolo, Dios de la poesía, que Dante invoca en el comienzo del Paraíso.

Continúa la invocación a Apolo, dios de la poesía, a quien el poeta ya había llamado en el Infierno, donde había invocado a las musas así como había hecho en el Purgatorio con Calíope. Para recibir su inspiración, Dante expresa el deseo de ser un vaso, es decir un recipiente, aludiendo claramente a san Pablo, llamado vas electionis, es decir "vaso de la elección (de Dios)" cuando se le permitió acceder a la ultratumba. Dante también se identifica en un sentido ideal con otro personaje, Marsias, cuyo mito brutal evoca el del proemio del Purgatorio (el de las Piche que desafiaron las musas, mientras Marsias hacía otro tanto con Apolo), tomado por el Dios "dalla vagina delle membra sue", es decir literalmente por la piel, aunque alegoricamente por el cuerpo, tal y como Dante que en cuanto alma asciende al Paraíso. 
Surge asimismo en esta invocación un tema que predominante en el resto del poema, que es una denuncia de la decadencia de los tiempos presentes, en los cuales emperadores o poetas aspiran al laurel, la corona poética, solo porque desean bienes terrenos y por ende efímeros, una anotación que se inscribe en la consabida polémica político-social.
En el verso 37 comienza la narración propiamente dicha, con una amplia perífrasis astronómica que describe la estación en la que se encuentran, es decir la primavera. Beatriz fija entonces su mirada en el sol, y di rimando Dante hace otro tanto (y lo hace literalmente, pues en el Paraíso terrestre, hecho para el ser humano en su perfección originaria, son lícitas muchas cosas que no lo son en la tierra). El poeta siente que la luz diurna se duplica, y se siente que trashumanar (literalmente "ir más allá de lo humano") como Glauco cuando se transformó en divinidad. Se trata del ascenso a través de la esfera del fuego (que separa el cielo de la tierra), gracias a la cual Dante y Beatriz ascienden al Paraíso.

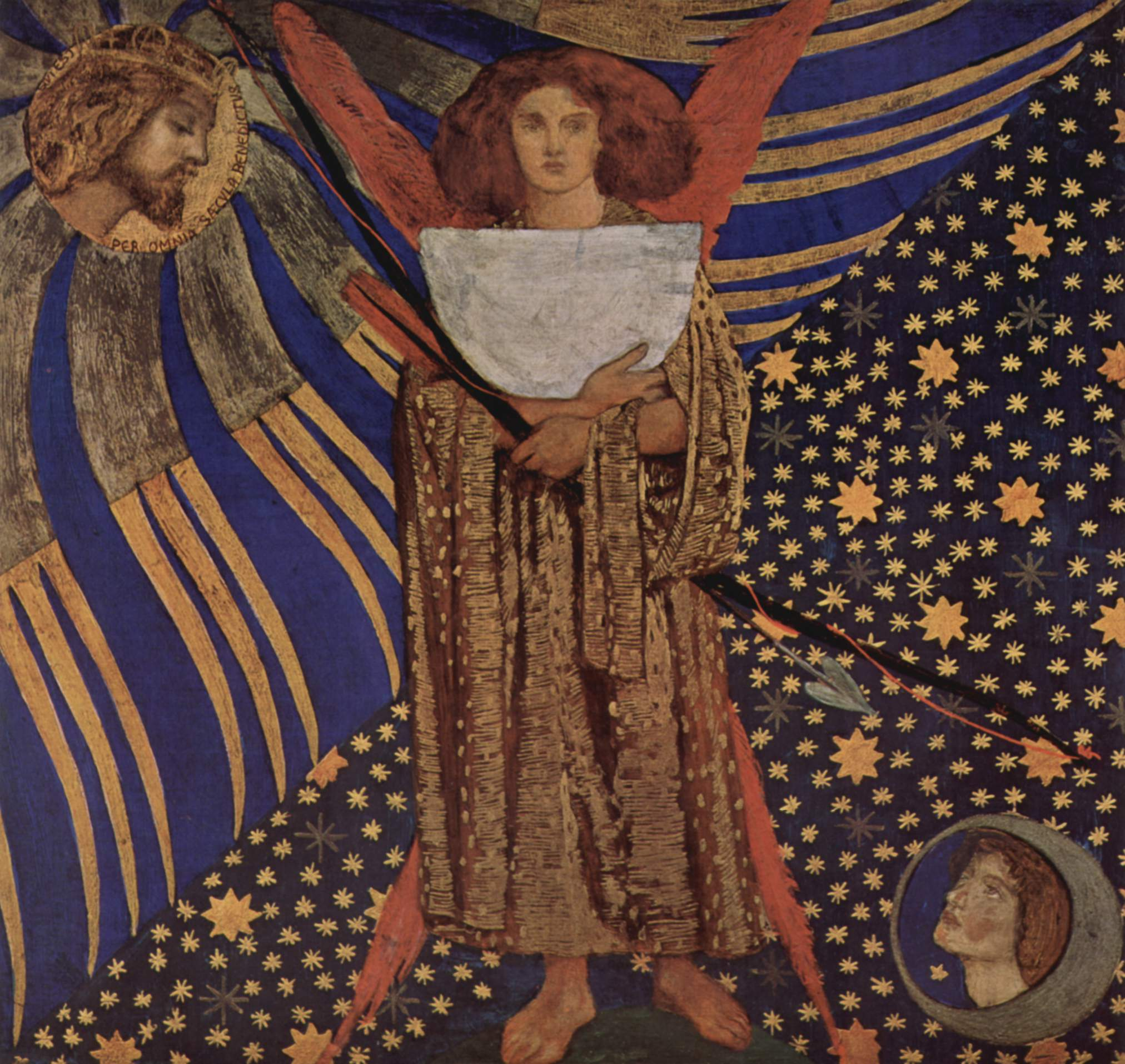
Beatriz acompaña al poeta en esta parte de su recorrido, en donde se ocupa de prepararlo para ascender por las esferas celeste.

La novedad del sonido, que se debe a la rotación de las esferas celestes y a la gran cantidad de luz hacen que Dante tenga varias dudas, en primer lugar conocer la razón de su ascenso, a lo que Beatriz responde, sin mediar pregunta alguna por parte del poeta, explicando que como no se encuentran en la tierra, están sometidos a las leyes del cielo. Cuando en Dante surge la duda sobre cómo es posible que su cuerpo pesado pueda superar a los "leves" como el aire y el fuego, su guía celestial inicia una explicación más amplia y compleja.
Existe de hecho un orden predeterminado por Dios según el cual todo tiende hacia su creador, como el fuego que sube hacia la Luna, como la tierra que gracias a esta fuerza permanece unida y compacta, que mueve tanto a los seres racionales como a los irracionales. Sólo el Empíreo permanece inmóvil e inmutable, pues al ser perfecto gracias a la Divina Providencia. A su alrededor se mueve el más veloz de los cielos, el Primer móvil, que transmite un movimiento circular a los cielos subyacentes. al respecto, vale la pena recordar la concepción aristotélico-tomística el cielo estaba subdividido en nueve cielos, los primeros siete dominados por un planeta — Luna, Mercurio, Venus, Sol, Marte, Júpiter y Saturno, correspondiendo los dos últimos al cielo de las estrellas fijas y al primer móvil. En este lugar inmóvil, perfecto, es al que tiende la humanidad, no obstante por el libre albedrío pueda dirigirse allende, es decir hacia los bienes terrenos, dirigiéndose hacia las profundidades del Infierno como el fuego que cae de las nubes en vez de subir, como sucede durante las tormentas con los rayos. Tras esta explicación, Dante deja de sorprenderse al ver como asciende, pues está libre del peso del pecado y sus propiedades son tan poco sorprendentes como la del agua a la hora de descender en forma de arroyo por un valle. Por el contrario, si algo fuese sorprendente, sería que en un lugar material el fuego se quedase permaneciese inmóvil y no se dirigiese hacia lo alto.
Tras terminar, Beatriz vuelve a dirigir su rostro al cielo.

## Análisis
Los primeros doce tercetos se dedican pues al proemio, elaborado según la tradición retórica en protasis (exposición del contenido de la obra), y a la invocación. La extensión de esta parte refleja la importancia del tema abordado, análoga a la del terceto introductorio del Infierno, I y con los doce versos del Purgatorio, I. En esta sección se pone asimismo de manifiesto, tanto en el proemio como en las explicaciones teológicas de Beatriz, la existencia de una jerarquía interna en el universo, antes incluso de la enunciación del contenido del texto. La visión dantesca se describe como un excessus mentis in Deum, es decir transportado por la mente hacia dios, teniendo que afrontar las casi insuperables limitaciones de tener que expresar lo sagrado.

## Otros proyectos
- Textos originales en Wikisource.
- Wikimedia Commons alberga una categoría multimedia sobre Paraíso, canto primero.

- Datos: Q3895038